# Meer (Anvers)
Pour les articles homonymes, voir Meer.
Meer est un village frontalier et une section de la ville belge de Hoogstraten située en Campine dans la province d'Anvers en Région flamande. C'était une commune à part entière avant la fusion des communes de 1977. 

## Toponymie
Meer vient du mot germanique « mari », ce qui signifie probablement marais, sinon lac ou étang.

## Géographie

### Hydrographie
Le village se situe sur la rive gauche de la Mark.

## Démographie

### Évolution démographique
- Sources : INS, Rem. : 1831 jusqu'en 1970 = recensements, 1976 = nombre d'habitants au 31 décembre[3].

## Lieux touristiques

### Église
- Église Notre-Dame-de-la-Visitation (Onze-Lieve-Vrouw-Bezoekingkerk en néerlandais), est l'église principale de Meer. Cette église est un exemple de l'architecture de style néo-gothique du village.

## Animations

### Sport
Meer compte un club de football, le KFC Meer, qui devenait champion du 4e série provinciale d'Anvers et qui joua donc le saison 2013-2014 dans la 3e série provinciale d'Anvers.
L'ancien joueur de Club Bruges, Fons Bastijns a joué au KFC Meer.

## Transport et circulation

### Circulation automobile
L'autoroute belge A1 traverse le village et relie l'autoroute néerlandaise A16. La désignation européenne E19 de l'A1 est plus utilisé en Belgique.

### Transport en commun
La ligne à grande vitesse néerlandaise LGV-Sud (HSL-Zuid) continue ici comme LGV 4.

## Politique

### Anciens bourgmestres
Les derniers bourgmestres de Meer étaient:
- 1900 - 1906 : Antoon Versteylen
- 1906 - 1921 : Frans Van Aelst
- 1921 - 1940 : Jozef Vermeulen
- 1941 - 1952 : Jules Mertens
- 1953 - 1969 : Aloïs Rommens
- 1969 - 1971 : Willem Janssens
- 1971 - 1977 : Alfons Sprangers

## Personnalités

### Nés à Meer
- Fons Bastijns (1947 - 2008), footballeur
- Pieter Faes (1750 - 1814), peintre